# Dorfkirche Buchholz (Altmark)

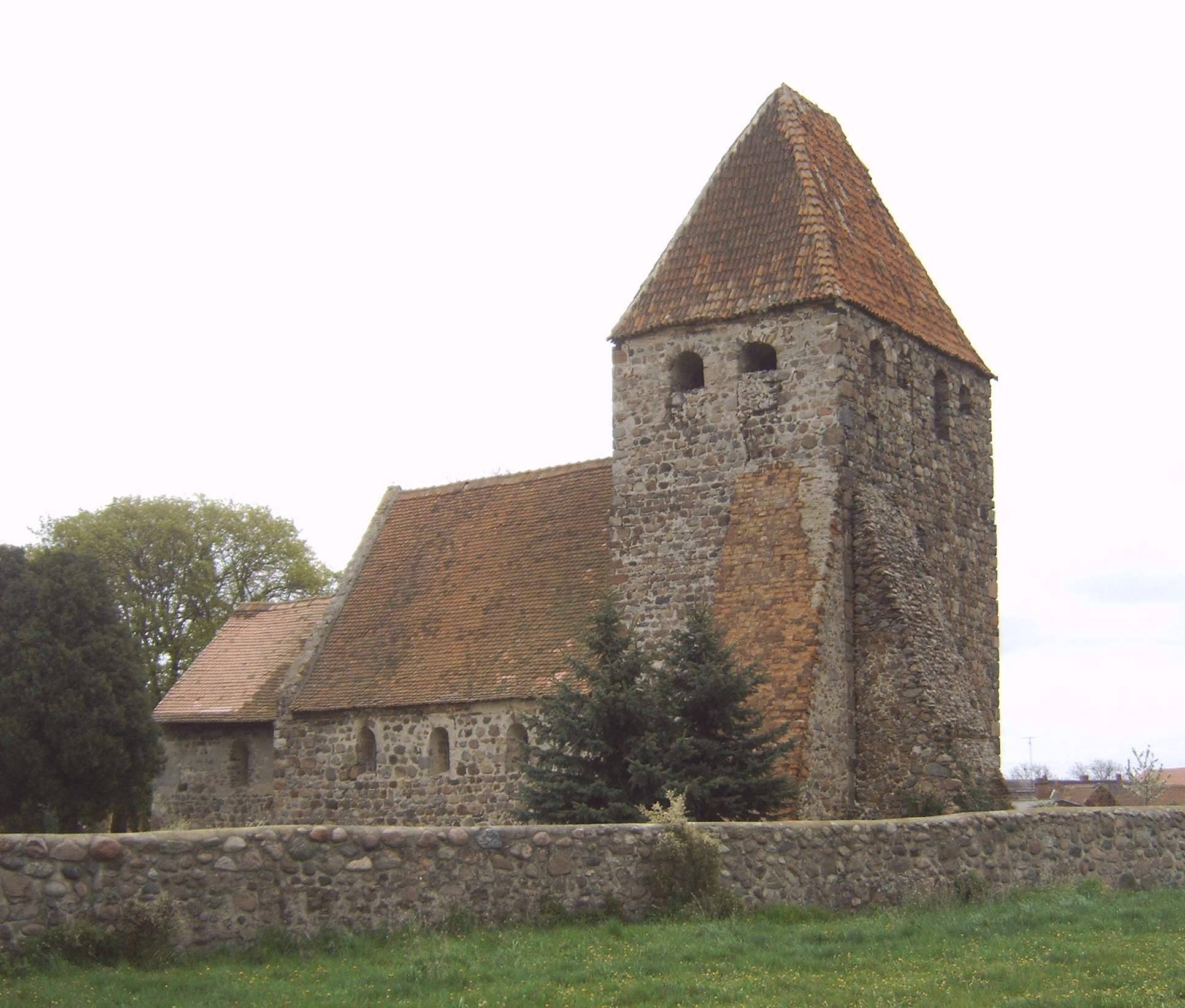
Dorfkirche Buchholz, nordwestliche Seite (2007)

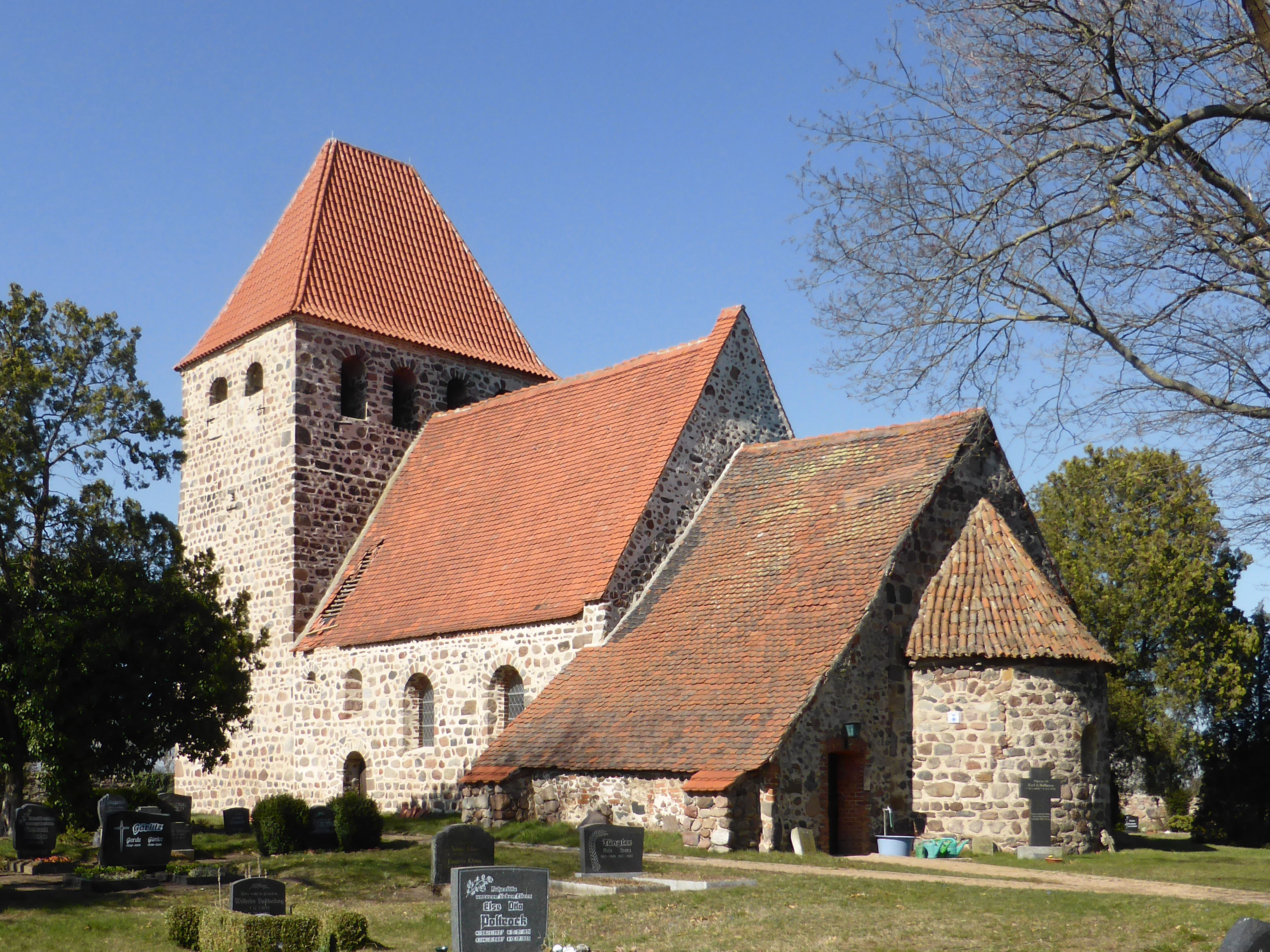
Dorfkirche Buchholz, südöstliche Seite (2022)

Die Dorfkirche Buchholz ist die evangelische Kirche des zur Stadt Stendal gehörenden Dorfes Buchholz in der Altmark. Sie gehört zum Kirchenkreis Stendal der Evangelischen Kirche in Mitteldeutschland.
Die im Stil der Romanik um 1140 errichtete Feldsteinkirche steht auf einer westlich der Dorfstraße gelegenen Höhe, umgeben von einem Friedhof. Einem Saalbau sind im Osten Chor und Apsis und an der Westseite ein massig wirkender Querturm angefügt (Vollständige Anlage). Der in seinem Mauerwerk Risse aufweisende Turm wird von Norden und Westen durch äußere schwere Strebepfeiler gestützt. Das wahrscheinlich später aufgesetzte Glockengeschoss ist mit rundbogigen Schallöffnungen versehen, die zum Teil ganz oder nur im unteren Drittel vermauert sind. Der Turm wird durch ein Walmdach bekrönt. Das fensterlose Erdgeschoss des Turms ist weder von außen noch von innen zugänglich. In der Westwand des ersten Turm-Obergeschosses ist eine jedoch vermauerte Eingangstür zu erkennen. Im Inneren ist an der Tür noch die Sperrbalkenvorrichtung zu erkennen. Heute ist der Turm durch ein Rundbogenportal von der Orgelempore zu erreichen.

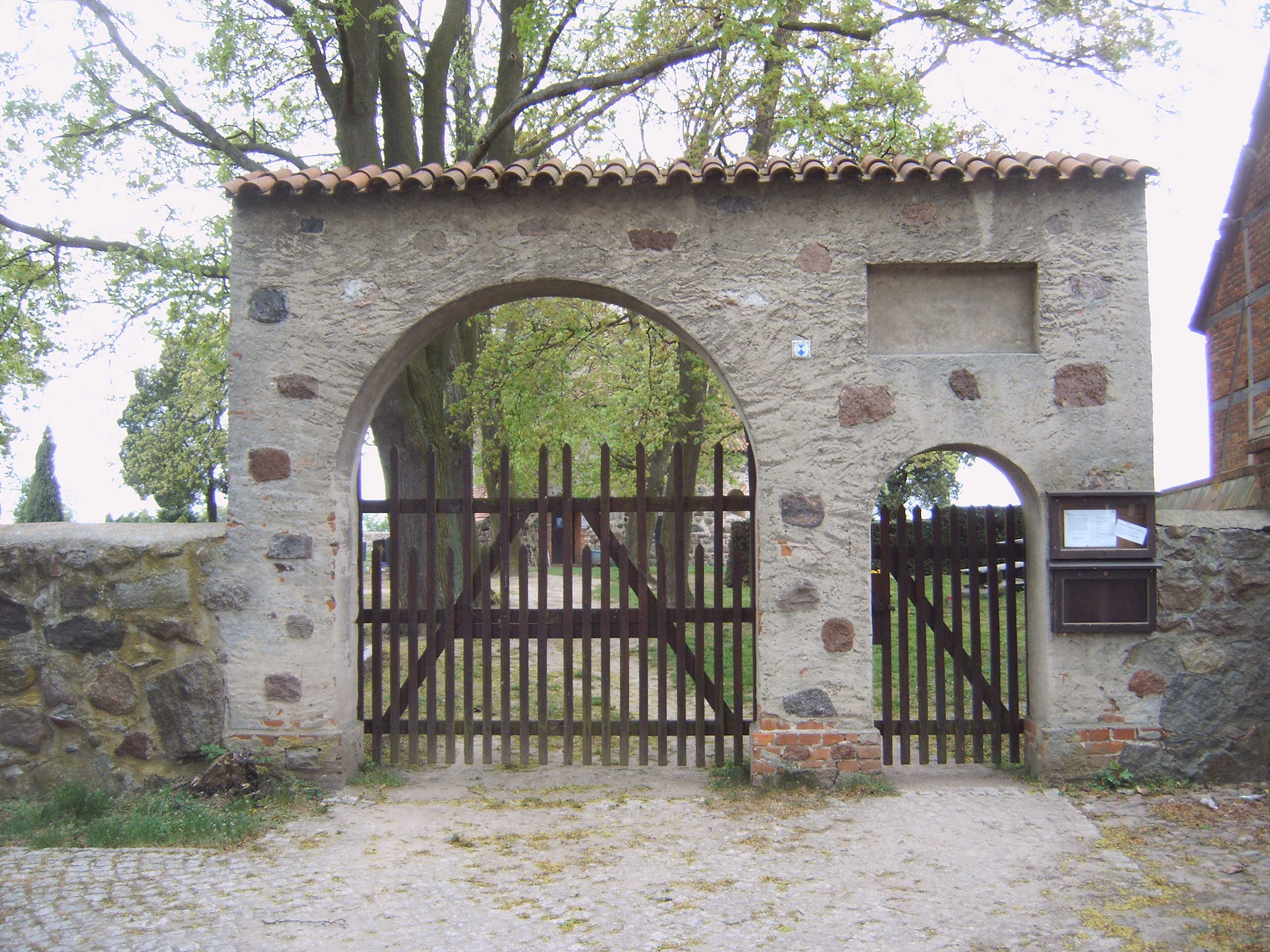
Tor zum Kirchengelände

An der Südseite des Kirchenschiffs befindet sich ein Rundbogenportal als Zugang zum Schiff. Über dem Tor befindet sich ein Rundbogenfenster. Weitere Rundbogenfenster befinden sich neben dem Eingang und an der Nordseite des Kirchenschiffs. Zwei Fenster in der Südwand wurden jedoch erweitert. Ursprünglich befand sich auch auf jeder Seite des Chors ein kleines Rundbogenfenster. Ein Fenster zur Apsis wurde vermauert und daneben ein größeres eingefügt. Bei der später angebauten Bahrenkammer ist unter dem Dach der ursprüngliche, steinsichtige, mit Fugenritzung versehene Putz zu erkennen. Größere Reparaturen der Kirche fanden 1769 und 1817 statt. 
Erneuerungen wurden 1887 und 1954 durchgeführt, die der Innengestaltung das heutige Erscheinungsbild gaben. Das Kirchenschiff trägt im Inneren eine Flachdecke. Der Chorraum wird durch einen mächtigen Triumphbogen abgetrennt. Die Empore erstreckt sich über die West- und Nordwand und stammt aus dem 17. Jahrhundert. Kanzel, Orgel und das Kirchengestühl wurden während der Restaurierung 1887 eingebaut. Die ältesten Inventarstücke sind der bemerkenswerte Taufstein aus Granit, dessen Entstehung um das Jahr 1200 datiert wird, und eine den auferstandenen Christus darstellende geschnitzte Figur aus dem Ende des 15. Jahrhunderts.